# 伊利平
50°32′30″N 26°12′44″E / 50.54167°N 26.21222°E
伊利平（烏克蘭語：Ільпінь），是烏克蘭西北部的村莊，隸屬里夫內州的里夫內區。該村始建於1629年，面積7.57平方公里，海拔高度219米，01.03.2022年人口900，人口密度每平方公里124.8人。